# District de Kisumu
Kisumu était, entre 1963 et 2009, un des districts de la province de Nyanza au Kenya. Son chef-lieu Kisumu était aussi celui de la province. Entre 2007 et 2009, il fut divisé en deux (Kisumu East et Kisumu West). Depuis 2009, il est reconfiguré en trois nouveaux districts : districts de Kisumu Rural, de Kisumu Town East et de Kisumu Town West. Depuis 2010, uni avec l'ancien district de Nyando, il constitue un des 47 comtés du Kenya créés par la nouvelle Constitution.

## Toponymie
Le nom du district est aussi celui de son chef-lieu Kisumu. Il provient du mot Kisuma signifiant en langue luo « lieu d'échange, de troc ». Les habitants des environs venaient y échanger leurs marchandises.

## Situation et géologie
Traversé par l'équateur, le district était situé sur la rive nord-est du golfe de Winam. Il était bordé au nord par les districts de district de Busia (province occidentale) et de Nandi (province du Rift), à l'est par le district de Nyando, au sud par le district de Rachuonyo, à l'est par le district de Bondo et au nord-ouest par le district de Siaya.

## Structure sociétale

### Statistiques
Chiffres de 2009 :
- la superficie était de 1 115 km2 dont 660 km2 sur terre ferme et 455 km2 sous eau (lac Victoria) ; cette surface en terre ferme donnait une densité réelle de population de 1 468,04 hab./km2 ;
- 37 % de la population vivait en zone urbaine et 63 % en zone rurale (chiffres de 2001).

Chiffres de 2003 :
- le district enregistrait un taux d'alphabétisation adulte de 48 % ,
  - 0,7 % ont terminé l'enseignement supérieur,
  - 13,3 % ont terminé l'enseignement secondaire,
  - 58 % ont terminé l'enseignement primaire,
  - 28 % n'ont aucune éducation.

Chiffres de 2001 :
- l'espérance de vie était de 50,7 années pour les femmes et de 47,2 années pour les hommes. 67 % de la population avait moins de 25 ans et 3,4 % plus de 65 ans. La moyenne de fertilité était de 5,8 enfants par femme.

### Divisions administratives
Le district (wilaya) fut créé dès l'indépendance du Kenya en 1963 mais s'appelait alors district de Nyanza central. En 1968, il est divisé en deux. La partie ouest devient l'ancien district de Siaya et la partie est le district de Kisumu. En 1998, il est encore coupé en deux, la partie à l'est devenant l'ancien district de Nyando.
Il est aussi constitué de deux conseils locaux (Councils), un pour la municipalité de Kisumu (Town Council) et un pour le reste du district (County Council).
| Divisions administratives entre 1998 et 2007 |             |               |           |
| Division | Population* | Pop. urbaine* | Chef-lieu |
| Kadibo | 48 934***   | 0             | Rabuor    |
| Kombewa | 60 183***   | 0             | Kombewa   |
| Maseno | 65 304***   | 2 199         | Maseno    |
| Winam | 329 958***  | 184 243       | Kisumu    |
| Total | 504 379***  | 186 442       |           |
| * Recensement national de 1999. Sources : , ** Un recensement local de 2007 porte ce chiffre à 375 000. *** Le recensement national de 2009 porte ce chiffre à 968 909. Source : |             |               |           |

En 2009, Kisumu East et Kisumu West sont reconfigurés en trois nouvelles entités et disparaissent en tant que district. Les nouveaux districts correspondent aux circonscriptions électorales. À savoir : 
- district de Kisumu Rural, chef-lieu Maseno ;
- district de Kisumu Town East, chef-lieu Holo ;
- district de Kisumu Town West, chef-lieu Kisumu.

### Circonscriptions électorales
Depuis 1997, le district était constitué de trois circonscriptions électorales (Constituencies). Il était donc représenté par 3 députés (Members of Parliament ou MP) au parlement national qui compte 224 membres.
| | Circonscription de Kisumu Rural | Circonscription de Kisumu Rural | Circonscription de Kisumu Town East | Circonscription de Kisumu Town East | Circonscription de Kisumu Town West | Circonscription de Kisumu Town West |
| Election | MP                              | Parti                           | MP                                  | Parti                               | MP                                  | Parti                               |
| 1963 | Tom Okelo Odongo                | KPU                             |                                     |                                     |                                     |                                     |
| 1966 |                                 |                                 |                                     |                                     |                                     |                                     |
| 1969 | Grace Onyango                   | KANU                            |                                     |                                     |                                     |                                     |
| 1974 | Wycliffe Onyango Ayoki          | KANU                            |                                     |                                     |                                     |                                     |
| 1979 | Robert Ouko                     | KANU                            |                                     |                                     |                                     |                                     |
| 1983 | Robert Ouko                     | KANU                            |                                     |                                     |                                     |                                     |
| 1988* | Wilson Ndolo Ayah               | KANU                            | Robert Ouko                         | KANU                                | Robert Ouko                         | KANU                                |
| 1990*/** |                                 |                                 |                                     |                                     |                                     |                                     |
| 1992 | Peter Anyang' Nyong'o           | Ford-Kenya                      |                                     |                                     |                                     |                                     |
| 1997 | Winston Ochoro Ayoki            | NDP                             | Gor Sunguh                          | NDP                                 | Job Omino                           | NDP                                 |
| 2002 | Peter Anyang' Nyong'o           | NARC                            | Gor Sunguh                          | NARC                                | Job Omino                           | NARC                                |
| 2003*** |                                 |                                 |                                     |                                     | Kennedy Odhiambo Nyagudi            | NARC                                |
| 2007 | Peter Anyang' Nyong'o           | ODM                             | Ahmed Shakeel Ahmed Shabbir         | ODM                                 | John Olago Aluoch                   | ODM                                 |
| * Kisumu Town Est et West ne sont pas encore séparés. ** Par élection séparée à la suite de la mort de Robert Ouko. *** Par élection séparée. |                                 |                                 |                                     |                                     |                                     |                                     |